# Grijskopzilverbekje
Het grijskopzilverbekje (Spermestes griseicapilla synoniemen: Odontospiza caniceps; Odontospiza griseicapilla; Lonchura griseicapilla) is een zangvogel uit de familie Estrildidae (prachtvinken).

## Verspreiding en leefgebied
Deze soort komt voor van zuidelijk Ethiopië tot Kenia en centraal Tanzania.